# ウー・キンサン
ウー・キンサン（Kin San Wu、1985年5月4日 - ）は、香港の自転車競技（ロードレース）選手。

## 来歴
2005年、プラファームに加入。
- ツール・ド・インドネシア 区間優勝
- ツアー・オブ・サウスチャイナシー 区間3勝、総合優勝

2006年、シーズン半ばにランプレに移籍。
- ツアー・オブ・シアム